# Kim Hong Joong
Dans ce nom coréen, le nom de famille précède le nom personnel.
Kim Hongjoong (hangeul : 김홍중 , hanja : 金洪中), est un chanteur, danseur et compositeur sud-coréen né le 7 novembre 1998 à Anyang. Il commence sa carrière musicale au sein du boys band de K-pop ATEEZ, dont il est le leader et l'un des compositeurs principaux.

## Biographie

### Enfance et éducation
Né le 7 novembre 1998 à Anyang dans la province du Gyeonggi en Corée du Sud, HongJoong grandit avec ses parents et son grand frère auquel il voue une grande admiration. Très peu d'informations sont connues sur sa famille mais HongJoong a récemment révélé le nom de son grand frère, Bum Joong.
Il a étudié à la Dongan High School puis à la Global Cyber University.

## Carrière

### Pré-débuts (2016)
Durant sa jeunesse, Hongjoong veut devenir compositeur, il adore composer ses propres musiques et envoie une mixtape à KQ dans l'espoir de pouvoir y entrer et devenir trainee. L'agence souhaitant créer son propre groupe d'idol le recontacte et lui propose l'idée. En 2016, Hongjoong devient le premier trainee de l'agence.

### MIXNINE (2017)
Il participe au reality show MIXNINE, dans lequel on peut retrouver trois autres membres de son groupe actuel Ateez : Jongho, Mingi et Wooyoung.
Il se classe d'abord 7e puis 42e lors du décompte final.

### KQ Fellaz (2018)
À la suite de MIXNINE, il devient un membre de KQ Fellaz, le groupe de trainees de KQ Entertainement. Leur première vidéo, annonciatrice de leur groupe, est une danse sur la musique Pick It Up par Famous Dex et a généré 20 millions de vues sur Youtube. Cela reste encore aujourd'hui un de leurs plus grands succès.
Le groupe fait son apparition quelque mois plus tard, 2 juillet 2018, avec un clip vidéo sur leur musique intitulée From et publié sur Youtube.

### Ateez
Le nom du groupe change pour Ateez le 24 octobre 2018 et leur tout premier album Treasure EP.1 : All To Zero comprenant les titres Treasure et Pirate King. Hongjoong y occupe la place de leader et rappeur (ou plus communément appelé captain par les autres membres du groupe).
Il est connu comme étant très polyvalent, pouvant composer, chanter et rapper.
En 2020, le groupe signe un accord pour leur participation au lancement de l'application UNIVERSE.

## Discographie

### Titres avec le groupe Ateez
| Année | Artiste          | Album                               | Titres                             |
| ----- | ---------------- | ----------------------------------- | ---------------------------------- |
| 2018  | KQ Fellaz        | /                                   | From                               |
| 2018  | Ateez            | Treasure EP.1 : All To Zero         | Treasure, Pirate King              |
| 2019  | Ateez            | Treasure EP.2: Zero to One          | Hala Hala, Say My Name             |
| 2019  | Ateez            | Treasure EP.3: One to All           | Wave                               |
| 2019  | Ateez            | Treasure EP.FIN : All To Action     | Wonderland                         |
| 2019  | Ateez            | Treasure EP.EXTRA : Shift The Map   | - Mix Album -                      |
| 2020  | Ateez            | Treasure EPILOGUE: Action to Answer | Answer                             |
| 2020  | Ateez            | Treasure EP.Map to Answer           | Answer (version japonaise)         |
| 2020  | Ateez            | Zero: Fever Part.1                  | Inception / Thanxx                 |
| 2021  | Ateez            | Zero: Fever Part.2                  | Fireworks (I'm The One)            |
| 2021  | Ateez            | Zero: Fever Part.3                  | Deja Vu / Eternal Sunshine         |
| 2021  | Ateez            | Zero: Fever Epilogue                | Turbulence / The Real (Heung Vers) |
| 2022  | Ateez & Universe | /                                   | Don't Stop                         |
| 2022  | Ateez            | The World Episode 1: Movement       | Guerrilla                          |